# The Past Didn't Go Anywhere
The Past Didn't Go Anywhere es un álbum publicado por el cantante folk estadounidense Utah Phillips y por la cantante y compositora estadounidense Ani DiFranco.  Fue lanzado el 15 de octubre de 1996, en el sello de Ani DiFranco, Righteous Babe Records.
El álbum consta de grabaciones de Utah Phillips contando historias de conciertos con un fondo musical realizado por Ani DiFranco. No hay ninguna canción como tal en el álbum, y DiFranco sólo realiza coros en el primera y última canción como parte de su trabajo de mezcla.

## Lista de canciones
Todas las canciones son escritas por Utah Phillips y Ani DiFranco.
1. "Bridges" – 8:03
2. "Nevada City, California" – 6:41
3. "Korea" – 8:30
4. "Anarchy" – 6:27
5. "Candidacy" – 1:45
6. "Bum on the Rod" – 4:18
7. "Enormously Wealthy" – 0:43
8. "Mess With People" – 6:44
9. "Natural Resources" – 2:31
10. "Heroes" – 1:07
11. "Half a Ghost Town" – 4:22
12. "Holding On" – 6:13

## Personal
- Ani DiFranco – Guitarra, bajo, percusión, órgano Hammond, voz, Mbira, productor, ingeniero, muestreo, diseño de portada, diseño, mezcla, Wurlitzer
- Utah Phillips – palabra hablada, voz, guitarra
- Douglas MacArthur – palabra hablada
- Darcie Deaville – fidula
- Mark Hallman – ingeniero
- Marty Lester – Ingeniero
- Chris Bellman – mastering
- Blair Bosque – fotografía